# 紅葉蘚
紅葉蘚（学名：Bryoerythrophyllum recurvirostrum）为叢蘚科紅葉蘚屬下的一个种。